# 室龍太
室 龍太（むろ りゅうた、1989年5月25日 - ）は、日本の俳優。
京都府出身。STARTO ENTERTAINMENT所属。

## 来歴
京都劇場（旧京都シアター1200）で舞台『KYO TO KYO』を観たことをきっかけに、2003年10月28日にジャニーズ事務所に入所。その後関西ジャニーズJr.内ユニット・BOYS（B.A.D.BOYS）や、2007年12月からは兄の室龍規と弟の室将也との兄弟ユニット・室3兄弟として活動。その後、Veteranのメンバーとしても活動した。
向井康二と共に長年関西ジャニーズJr.を引っ張っていたが、2019年1月3日・4日に開催された『関西ジャニーズJr. LIVE 2019 Happy 2 year!!〜今年も関ジュとChu Year!!〜』公演で関西ジャニーズJr.の一員としての出演を卒業した。同年12月、舞台『大阪環状線』で初主演を務める。その後も関西ジャニーズJr.の俳優として舞台や映画、テレビドラマに出演。
2021年4月22日、ジャニーズ事務所公式サイト内に個人アーティストとしてのページが設立され、ジャニーズJr.を卒業。
2023年10月18日、ソロで俳優業をメインに活動する8人で「あくたれ」という公式X（旧Twitter）アカウントを開設するも、2024年2月1日、公式Xと公式Instagramを開設し、今後は個人アカウントに専念することを報告した。

## 出演
ユニットでの出演はBOYS、室3兄弟、Veteranを参照。個人での出演のみ記載。

### 舞台
- DREAM BOY
  - DREAM BOY（2004年4月30日 - 5月23日、梅田コマ劇場）[19]
  - Hey! Say! DREAM BOY（2005年4月27日 - 5月15日、梅田コマ劇場）[20]
- 関ジャニ8 サマースペシャル"サマー・ストーム"（2004年8月7日 - 29日、大阪松竹座）[19]
- Another's"ANOTHER"（2006年8月3日 - 27日、大阪松竹座）[21]
- ジャニーズ銀座 Youの前にはMeがいる!〔関西ジャニーズJr. 1組〕（2012年5月4日 - 6日、シアタークリエ）[22]
- ザ・オダサク（2014年4月19日 - 29日、神奈川芸術劇場）[23][24]
- 台風n Dreamer（2014年8月2日 - 26日、大阪松竹座[25] / 9月3日 - 28日、日生劇場） - 黄川田の部下 役[26]
- 少年たち 世界の夢が…戦争を知らない子供達（2015年8月2日 - 26日、大阪松竹座 / 9月4日 - 27日、日生劇場）[27] - 看守長 役[28]
- ANOTHER & Summer Show（2016年8月2日 - 26日、大阪松竹座）[29]
- ジャニーズ・フューチャー・ワールド from帝劇to博多（2016年9月19日 - 30日、博多座）[30]
- JOHNNYS' Future WORLD（2016年10月8日 - 10月25日、梅田芸術劇場）[31]
- 東SixTONES×西関西ジャニーズJr.SHOW合戦（2017年2月18日 - 2月26日、新橋演舞場）[32][33]
- 滝沢歌舞伎 2017（2017年4月6日 - 5月14日、新橋演舞場）[34][35]
- 銀二貫（2017年6月1日 - 11日、大阪松竹座） - 建部玄武 / 玄之介（二役）[36]
- 少年たち 南の島に雪は降る（2017年8月2日 - 27日、大阪松竹座） - 看守長 役[37]
- 明日を駆ける少年たち（2018年8月4日 - 30日、大阪松竹座）[38]
- 天下一の軽口男 笑いの神さん 米沢彦八（2019年2月1日 - 17日、大阪松竹座） - 鹿野武左衛門 役[39][40]
- いくじなし（2019年6月7日 - 28日、新歌舞伎座） - 卯之吉 役[41][42]
- オリエント急行殺人事件（2019年7月26日 - 28日、森ノ宮ピロティホール / 8月1日・2日、ウインクあいち大ホール / 8月9日 - 18日、サンシャイン劇場 - ヘクター・マックイーン 役[43][44]
  - オリエント急行殺人事件（2020年12月8日 - 27日、Bunkamuraシアターコクーン） - ヘクター・マックイーン 役[45]
- どれミゼラブル!（2019年10月3日 - 14日、博品館劇場 / 10月17日 - 22日、松下IMPホール / 10月30日・31日、ももちパレス大ホール / 11月3日・4日、電力ホール） - コムサ真二 役[46]
  - コムサdeマンボ！（2021年8月5日 - 8日、梅田芸術劇場シアター・ドラマシティ / 8月11日 - 22日、博品館劇場 / 8月24日・25日、京都劇場 / 8月27日、静岡市民文化会館中ホール） - 主演・コムサ真二 役[47]
  - コムサdeMANZAI！（2022年9月15日 - 21日、ヒューリックホール / 9月30日 - 10月2日、松下IMPホール / 10月7日・8日、静岡市民文化会館） - 主演・コムサ真二 役[48]
- 大阪環状線 君の歌声が聴きたくて1985 天王寺編（2019年12月13日 - 25日、大阪松竹座） - 主演・幸太 役[49]
- 30-DELUX ACTION PLAY MUSICAL THEATER featuring 宇宙Six『のべつまくなし・改』（2020年1月10日 - 12日、東京建物 Brillia HALL / 1月17日、福岡市民会館大ホール / 1月24日 - 26日、サンケイホールブリーゼ / 1月28日・29日、名古屋市芸術創造センター）[50]
- 八つ墓村（2020年2月16日 - 27日[注釈 2]、新橋演舞場 / 6月13日 - 25日、大阪松竹座） - 寺田辰弥 役[52]
- 『罪のない嘘』〜毎日がエープリルフール〜（2020年3月27日 - 29日、愛知県産業労働センター ウインクあいち 大ホール） - 堤 役（辰巳雄大とWキャスト）[53]
- 浪漫舞台『走れメロス』〜文豪たちの青春〜（2020年9月5日 - 13日、ヒューリックホール東京 / 9月22日、名古屋市公会堂 / 9月25日 - 27日、梅田芸術劇場シアター・ドラマシティ） - 檀一雄 役[54]
- ドクター・ブルー〜いのちの距離〜（2021年1月23日 - 2月7日、KAAT神奈川芸術劇場 / 2月13日・14日、御園座 / 2月26日 - 28日、NHK大阪ホール） - 原賢一郎 役[55]
- 震災復興支援朗読会『まんが日本昔ばなし』震災復興10周年メモリアル（2021年3月11日、セルリアンタワー能楽堂）[15]
- ッぱち！（2021年5月13日 - 19日、博品館劇場 / 5月28日 - 6月6日、ニッショーホール）[注釈 3] - 河野裕之 役[57]
- 朗読劇『手紙』（2021年9月17日 - 20日、紀伊國屋サザンシアター TAKASHIMAYA）[58] - 武島直貴 役[59]
- 春風外伝2021（2021年10月21日 - 25日、新国立劇場 中劇場） - 主演・徳川宗春 役[60]
- 朗読劇『リクエストをよろしく』（2021年12月3日 - 5日、シアター1010 / 2022年3月11日 - 13日、サンケイホールブリーゼ） - 主演・朝日屋颯太 役（浜中文一とW主演）[61][62]
- ボーイング・ボーイング（2022年5月14日 - 29日、自由劇場 / 6月3日 - 5日、京都劇場） - ベルナール 役[63]
- リプシンカ 〜ヒールをはいた男!?たち〜（2022年6月17日 - 19日、COOL JAPAN PARK OSAKA TTホール / 6月22日 - 26日、博品館劇場） - 主演・大原力 役[64][65]
- ON AIR 〜この音をキミに〜（2022年7月28日 - 8月7日、新国立劇場 小劇場 / 8月13日・14日、京都劇場）[注釈 4] - 主演・桜木真 役[68]
- まくをおろすな！LIVE（2022年8月17日 - 19日、COOL JAPAN PARK OSAKA TTホール） - 犬屋敷郎府 役[69]
- ミュージカル『ダブル・トラブル』（A Musical Tour de Farce）2022-23 冬（2022年12月12日 - 1月21日、自由劇場 / 2023年1月26日 - 29日、新国立劇場 小劇場） - ボビー・マーティン 役[70]
- 信長未満—転生光秀が倒せない—（2023年3月23日 - 26日、KAAT 神奈川芸術劇場ホール）- 主演・信長 役[71]
- 垣根の魔女（2023年4月21日 - 30日、大阪松竹座）[72]
- いいね!光源氏くん（2023年8月12日 - 19日、三越劇場） - 主演・光源氏くん 役[73]
- CINEMATIC STAGE『危いことなら銭になる』（2023年10月7日 - 15日、ニッショーホール / 10月21日・22日、京都劇場） - 主演・近藤錠次 役[74]
- わが街、道頓堀 〜OSAKA 1970〜（2023年12月16日 - 25日、大阪松竹座） - 主演・村井健太郎 役（浜中文一とW主演）[75]
- ある閉ざされた雪の山荘で（2024年1月22日 - 28日、大手町三井ホール） - 主演・久我和幸 役[76]
- 役替わり朗読劇『5years after』（2024年2月20日 - 25日、赤坂RED/THEATER） - 水川啓人 役（久保田秀敏・谷佳樹と役替わり）[77]
- キ上の空論 獣三作 一作め『けもののおとこ』（2024年3月23日 - 31日、紀伊國屋ホール） - 主演・堀矢未衣 役[78]
- WHERE'S CHARLEY? チャーリーはどこだ!（2024年4月22日 - 29日、日本青年館ホール / 5月18日・19日、森ノ宮ピロティホール） - ジャック・チェスニー 役[79]
- Endless SHOCK（2024年7月26日 - 8月18日、梅田芸術劇場メインホール / 9月1日 - 29日、博多座） - リュウタ 役[80][81]
- オサエロ -2024-（2024年10月30日 - 11月4日、こくみん共済 coop ホール/スペース・ゼロ / 11月14日、神戸新聞松方ホール） - 主演・浅井勝彦 役[82]
- カリズマ（2024年12月7日 - 15日、品川プリンスホテル クラブeX）[83]
- ムロムカイ（2025年1月27日 - 2月11日、東京グローブ座 / 2月15日 - 24日、サンケイホールブリーゼ） - 主演（向井康二とW主演）[84][85]
- あなたに会えてよかった（2025年5月2日 - 7日、三越劇場 / 5月10日・11日、COOL JAPAN PARK OSAKA TTホール）[86]
- キ上の空論 人骨のやらかい（2025年6月12日 - 17日、紀伊國屋サザンシアター TAKASHIMAYA）[87]
- ル・ゲィ・マリアージュ Vol.4〜愉快な結婚〜（2025年9月12日 - 28日〈予定〉、六本木トリコロールシアター） - 主演・アンリ・ド・サシー 役[88][89]
- ウロボロス -警察ヲ裁クハ我ニアリ-（2025年10月24日 - 11月3日〈予定〉、CBGKシブゲキ!!） - 主演・龍崎イクオ 役（仲田博喜とW主演）[90]

### 映画
- 関西ジャニーズJr.の目指せ♪ドリームステージ（2016年4月16日、松竹） - 橋口武彦 役[4]
- 関西ジャニーズJr.のお笑いスター誕生!（2017年8月26日、松竹）[91] - 大村健次 役[92]
- 映画 少年たち（2019年3月29日公開、松竹）[93][94]
- おとなの事情 スマホをのぞいたら（2021年1月8日公開、ソニー・ピクチャーズ エンタテインメント）[95]
- まくをおろすな!（2023年1月20日公開、ショウゲート） - 犬屋敷郎府 役[96][69][97]
- 天文館探偵物語（2025年12月5日公開予定、アイエス・フィールド） - 板倉靖幸 役[98]

### テレビドラマ
- 連続ドラマW「大江戸グレートジャーニー〜ザ・お伊勢参り〜」第1話（2020年6月6日、WOWOW） - 鶴吉 役[99]
- 大岡越前5 第6話（2020年2月14日、NHK BSプレミアム）[100]
- 大岡越前スペシャル〜初春に散る影法師〜（2021年1月1日、NHK BSプレミアム） - 相良大介 役[101]
- 大岡越前6（2022年5月13日 - 、NHK BSプレミアム）
- 大岡越前スペシャル〜大波乱!宿命の白洲〜（2023年12月29日、NHK BS・NHK BSプレミアム4K） - 相良大介 役[102]
- I, KILL（2025年5月18日 - 6月22日、WOWOW） - センヤ 役[103]

### テレビ番組
- まいど!ジャーニィ〜（2015年10月 - 2019年3月[104]、BSフジ）[105]
- 関ジャニ∞のジャニ勉（2007年5月2日[106] - 番組終了、関西テレビ）[105]
- アドリブTHEATER（2023年10月19日、11月16日、12月21日、MUSIC ON! TV）[107]
  - アドリブTHEATER＜#特別編＞（2024年3月21日、MUSIC ON! TV）[108]

### ラジオ番組
- 関西ジャニーズJr. とれたて関ジュース（2016年7月 - 2018年12月[109]、ラジオ関西） - 関西ジャニーズJr.から3人（毎月交代）[110]
- さんきゅー 関西ジャニーズJr.です（2018年3月5日、MBSラジオ） - 向井康二とパーソナリティ[105]

### Web配信
- 室龍太・原嘉孝のムロハラDX（2024年9月30日 - 予定、ニコニコチャンネルプラス）[5]

### コンサート
- 関西ジャニーズJr. 『明けましておめでとうコンサート2014』（2014年1月4日・5日、大阪城ホール）[111]
- 関西ジャニーズJr. 『春休みスペシャルコンサート2014』（2014年3月1日 - 25日、大阪松竹座）[112]
- 関西ジャニーズJr. 『X'mas Show 2014』（2014年11月30日 - 12月25日、大阪松竹座）[113]
- 関西ジャニーズJr. 『春休みスペシャルShow 2015』（2015年3月21日 - 31日、大阪松竹座）[104]
- 関西ジャニーズJr. 『X'mas Show2015』（2015年11月29日 - 12月25日、大阪松竹座）[114]
- 関西ジャニーズJr. 春休みスペシャルshow 2016年（2016年3月31日 - 4月11日、大阪松竹座）[115]
- 関西ジャニーズJr. 『X'mas Show 2016』（2016年11月30日 - 12月25日、大阪松竹座）[116][117]
- 関西ジャニーズJr. 『X'mas SHOW 2017』（2017年12月1日 - 25日、大阪松竹座）[35]
- 関西ジャニーズJr. Concert 2018 〜Happy New ワン Year〜（2018年1月3日・4日、大阪城ホール）[118]
- 関西ジャニーズJr. 『春休みスペシャルShow 2018』（2018年3月1日 - 24日、大阪松竹座）[119]
- 関西ジャニーズJr. LIVE 2018 Fall in LOVE 〜秋に関ジュに恋しちゃいなよ〜（2018年10月24日 - 11月4日、梅田芸術劇場メインホール）[120]
- 関西ジャニーズJr. 『X'mas Party!! 2018』（2018年11月30日 - 12月25日、大阪松竹座）[121]
- 関西ジャニーズJr. LIVE 2019 Happy 2 year!!〜今年も関ジュとChu Year!!〜（2019年1月3日・4日、大阪城ホール）[13][122][注釈 5]
- ジャニーズJr.8・8祭り 〜東京ドームから始まる〜（2019年8月8日、東京ドーム）[124]